# باول إي. توبين جونيور
باول إي. توبين جونيور (بالإنجليزية: Paul E. Tobin, Jr.)‏ هو ضابط أمريكي، ولد في عقد 1940.